# 5617 Ємельяненко
5617 Ємельяненко (5617 Emelyanenko) — астероїд головного поясу, відкритий 5 березня 1989 року.
Тіссеранів параметр щодо Юпітера — 3,491.